# Classe Kola
Le fregate della classe Kola (progetto 42 Sokol secondo la classificazione russa) vennero costruite per la Marina Sovietica nei primi anni cinquanta. Rimasero in servizio fino agli anni settanta, quando furono demolite. In Unione Sovietica erano classificate Storozhevoi Korabl, ovvero navi da pattugliamento.

## Sviluppo e tecnica
Le Kola erano una versione sovietica delle tedesche classe Elbing, risalenti alla seconda guerra mondiale. La costruzione venne intrapresa presso il cantiere navale Yantar, a Kaliningrad, e fu limitata a sole otto unità. Infatti, le Kola erano considerate troppo costose per essere costruite in serie, e quindi gli vennero preferite le più piccole ed economiche classe Riga.
L'armamento principale consisteva in quattro cannoni da 100 mm sistemati in altrettanti impianti singoli. L'armamento secondario o antiaereo comprendeva invece quattro impianti binati, due da 37 mm ed altrettanti da 25 mm.
La componente ASW era costituita da due lanciatori di missili antisommergibile del tipo MBU-900, che vennero successivamente sostituiti con altrettanti RBU-2500. Le cariche di profondità erano 48. Completavano l'armamento tre tubi lanciasiluri in altrettanti impianti singoli da 533 mm.

## Il servizio
Le Kola entrarono in servizio tra il 1951 ed il 1953, e servirono la VMF fino agli anni settanta, quando furono demolite.
- Sokol: entrata in servizio nel 1951, fu trasferita alla Flottiglia del Caspio e demolita negli anni settanta.
- Berkut: entrata in servizio nel 1952, fu demolita negli anni settanta.
- Kondor: entrata in servizio nel 1952, affondò per un incidente fuori Murmansk nel 1962.
- Grif: entrata in servizio nel 1952, fu trasferita alla Flottiglia del Caspio e demolita negli anni settanta.
- Krechet: entrata in servizio nel 1952, fu demolita negli anni settanta.
- Orlan: entrata in servizio nel 1953, fu trasferita alla Flottiglia del Caspio e demolita negli anni settanta.
- Lev: entrata in servizio nel 1953, fu demolita negli anni settanta.
- Tigr: entrata in servizio nel 1953, fu demolita negli anni settanta.